# Ponte dos Remédios
A Ponte dos Remédios - Carmen Fernandes Neves é uma ponte que cruza o Rio Tietê, entre as cidades de São Paulo e Osasco, Brasil. Constitui parte do sistema viário da Marginal Tietê.
Ela interliga as ruas Silva Airosa e Major Paladino, no distrito da Vila Leopoldina em São Paulo à Avenida dos Remédios, na cidade vizinha de Osasco.
Em 2013, através da Lei 15.773, de 28 de maio de 2013, a ponte recebeu um novo nome em homenagem à mãe do radialista e jornalista esportivo Milton Neves, ficando, desde então, "Ponte dos Remédios - Carmen Fernandes Neves".